# Il piccolo gigante re dei gangsters
Il piccolo gigante re dei gangsters (The Little Giant) è un film statunitense del 1933 diretto da Roy Del Ruth.